# フッ化キュリウム(III)
フッ化キュリウム(III)(Curium(III) fluoride)は、キュリウムとフッ素からなる化学式CmF3の化合物である。白色でほぼ不溶の塩であり、フッ化ランタン(III)と同じ結晶構造を持つ。

## 合成
弱酸性のCm(III)溶液にフッ化物イオンを添加すると、水和物として沈殿する。
{\displaystyle {\ce {Cm^3+ (aq) + 3 F^- (aq) -> CmF3 (s) v}}}
または、フッ化水素酸と水酸化キュリウム(III)を反応させることでも合成できる。その後乾燥させるか、フッ化水素ガスで処理すると無水物が得られる。